# Limaformosa
Limaformosa is een geslacht van slangen uit de familie Lamprophiidae.

## Naam en indeling
De wetenschappelijke naam van de groep werd voor het eerst voorgesteld door Ernő Csíki in 1903. Er zijn zes soorten, de slangen werden eerder aan andere geslachten toegekend, zoals Heterolepis en Simocephalus.

## Verspreidingsgebied
De soorten komen voor in delen van Afrika en leven in de landen Angola, Benin, Botswana, Burkina Faso, Burundi, Centraal-Afrikaanse Republiek, Congo-Brazzaville, Congo-Kinshasa, Eritrea, Ethiopië, Gabon, Gabon, Ghana, Guinea, Ivoorkust, Kameroen, Kenia, Liberia, Malawi, Mali, Mozambique, Namibië, Niger, Nigeria, Oeganda, Rwanda, Senegal, Sierra Leone, Soedan, Somalië, Swaziland, Tanzania, Togo, Zambia, Zimbabwe en Zuid-Afrika.

## Soorten
Het geslacht omvat de volgende soorten, met de auteur en het verspreidingsgebied.
| Naam                   | Auteur          | Verspreidingsgebied |
| ---------------------- | --------------- | --- |
| Limaformosa capensis   | Smith, 1847     | Zimbabwe, Mozambique, Namibië, Botswana, Zuid-Afrika, Swaziland, Kameroen, Somalië, Malawi, Tanzania, Zambia, Angola, Kenia, Soedan, Oeganda, Congo-Kinshasa, Congo-Brazzaville, Kameroen, Gabon, Centraal-Afrikaanse Republiek, Eritrea, Ethiopië |
| Limaformosa chanleri   | Stejneger, 1893 | Congo-Kinshasa, Rwanda, Burundi, Tanzania, Kenia, Somalië, Eritrea |
| Limaformosa crossi     | Boulenger, 1895 | Benin, Nigeria, Mali, Centraal-Afrikaanse Republiek, Kameroen, Senegal, Burkina Faso, Niger, Togo, Guinea, Ivoorkust, Ghana |
| Limaformosa guirali    | Mocquard, 1887  | Liberia, Sierra Leone, Ivoorkust, Ghana, Togo, Guinea, Nigeria, Kameroen, Centraal-Afrikaanse Republiek, Congo-Kinshasa, Gabon, mogelijk in Benin en Congo-Brazzaville                                                                             |
| Limaformosa savorgnani | Mocquard, 1887  | Centraal-Afrikaanse Republiek, Ethiopië, Kenia, Soedan, Oeganda, Congo-Kinshasa, Congo-Brazzaville, Kameroen, Gabon, Somalië, Angola |
| Limaformosa vernayi    | Bogert, 1940    | Namibië, Angola |